# 池田亮次
池田 亮次（いけだ りょうじ、1886年〈明治19年〉3月16日 - 1972年〈昭和47年〉3月28日）は日本の研究者・実業家である。日立製作所常務。後、第二次世界大戦中の統制会理事長。日本エレベーター（現：日本ケーブル）代表取締役。広島県福山市出身。

## 経歴

### 生い立ち
1886年（明治19年）、広島県深安郡山野村（現：福山市）で生まれる。旧制岡山県立高梁中学（現：岡山県立高梁高等学校）を経て、1905年（明治38年）第六高等学校二部乙類に進学、1909年（明治42年）6月、同校を卒業し、東京帝国大学工学部電気科へ進学した。1912年（明治45年）同大学を卒業後、日立製作所へ就職した。

### 日立製作所入社後
帝大卒業後、日立製作所へ入社したが、これは当時、創業したばかりの日立製作所（創業：1910年・明治43年）の社長であった小平浪平の影響が大きかった。小平は日立の屋台骨となる人材を探すため、工科大学等の学生に実習機会（今のインターンシップの走り）を提供し、それを縁に入社した一人に池田がいた。小平は彼らに電気機械製作の夢を語り、卒業後は高給をもって迎えた。当時の公務員である教員の初任給が9円（当時の1円：現在の2万円に相当）であったが、帝国大学出身者には、70円（今の貨幣価値に換算すると140万円）という破格の初任給と待遇であった。年収は、賞与も含めると現在の価値で2000万円になった。池田が26歳の時であり、日本広しといえども70円という高額の初任給を出す会社は少なかった。池田は小平を助け、創業時代以降小平と苦楽を共にした。
日立では主に電気機械、産業機械、産業車両を担当した。その後、活躍が認められ、順調に常務に昇進するが、そんな折、第二次世界大戦が勃発する。大戦の勃発前後から、内外政治の厳しい緊張の影響を受けて、まずブロック経済からくる貿易物資の統制政策や、これに応じての物価対策を国主導で行う必要があった。統制会機構による価格統制ないし配給統制は、急速な戦時経済体制への傾斜であった。この国の統制会機構の産業機械部門の理事長に氏家長明の後任として、日立の池田が任命された。戦時中の軍需工場の稼働を支えるため、池田は正興電機製作所等の軍事指定工場に、工作機械や部品を優先的に融通するなどの産業機械物流の統制役として活躍した。

### 第二次世界大戦後
日本が敗戦すると、池田は復興に全力を注いだ。終戦直後の1945年（昭和20年）9月7日、機械工業戦後経営に関する懇談会に、産業機械統制会の理事長として参加し、この会議の場で、以下の内容の発言をしている。
これは日本がサンフランシスコ講和条約を締結する前で、戦後処理が進んで居らず、軍事産業も含めた産業機械全体でどのような規制が入るか未定の為であった。仮に、戦後の物資が不足している中で、工場を再建設した後に禁止されると、貴重な物資も無駄になるため、戦後復興の急務とは反対に、産業機械の復興は慎重を期す必要があり、池田は難しい舵取りを迫られた。